# Goliathia
Goliathia – wymarły rodzaj trzewikodzioba pochodzącego z wczesnego oligocenu z Egiptu.